# Uniunea Protestantă

Statele membre ale Uniunii Protestante (albastru) în cadrul Sfântului Imperiu Roman, c. 1610

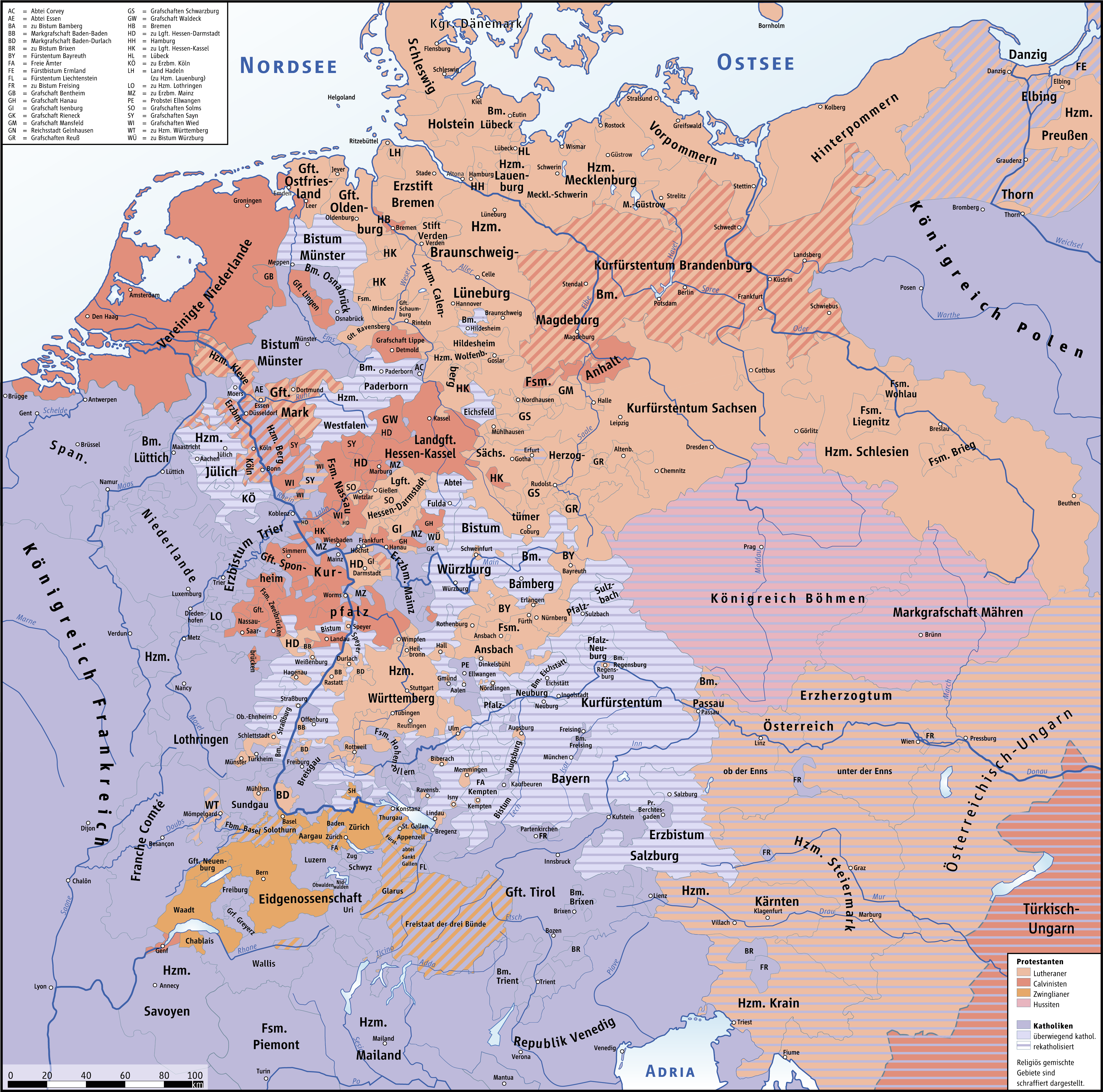
Mulți conducători protestanți nu erau membri ai Uniunii, mai ales Electorul de Saxonia. În imagine se observă fragmentarea religioasă în Europa Centrală în ajunul Războiului de 30 de ani din 1618.

Uniunea Protestantă (în germană Protestantische Union), cunoscută și ca Uniunea Evanghelică, Uniunea de la Auhausen, Uniunea Germană sau Partidul Acțiunii Protestante, a fost o coaliție de state germane protestante. A fost înființată la 14 mai 1608 de Frederic al IV-lea, elector palatin, pentru a apăra drepturile, pământul și siguranța fiecărui membru. A inclus atât statele calviniste, cât și cele luterane și s-a dizolvat în 1621.

## Formare
Uniunea a apărut în urma a două evenimente. În primul rând, Sfântul Împărat Roman Rudolf al II-lea și ducele bavarez Maximilian I au restabilit catolicismul la Donauwörth în 1607. În al doilea rând, până în 1608, o majoritate a Dietei Imperiale a decis că reînnoirea Păcii de la Augsburg din 1555 ar trebui să fie condiționată de restaurarea întregului teren bisericesc însușit începând cu 1552. Prinții protestanți s-au întâlnit la Auhausen și au format o coaliție de state protestante sub conducerea lui Frederic al IV-lea la 14 mai 1608. Ca răspuns, Liga Catolică a apărut anul următor, condusă de ducele Maximilian.

## Membri
Printre membrii Uniunii Protestante s-au numărat Palatinatul, Neuburg, Württemberg, Baden-Durlach⁠(d), Ansbach, Bayreuth, Anhalt⁠(d), Zweibrücken⁠(d), Oettingen, Hesse-Kassel, Brandenburg și orașele imperiale libere Ulm, Strasbourg, Nürnberg, Rothenburg, Windsheim, Schweinfurt, Weißenburg, Nördlingen, Schwäbisch Hall, Heilbronn, Memmingen, Kempten, Landau, Worms, Speyer, Aalen și Giengen.

## Lupte interne între luterani și calvini
Cu toate acestea, Uniunea Protestantă a fost slăbită încă de la început de neparticiparea mai multor conducători protestanți germani puternici, în special Electorul de Saxonia. Uniunea a fost, de asemenea, afectată de lupte interne între membrii săi luterani și calvini.

## Desființare prin ordinul lui Ferdinand al II-lea
În 1619, Frederic al V-lea al Palatinatului a acceptat coroana Boemiei în opoziție cu Sfântul Împărat Roman Ferdinand al II-lea. La 3 iulie 1620, Uniunea Protestantă a semnat Tratatul de la Ulm (în germană Ulmer Vertrag), declarându-și neutralitatea și refuzând să-l susțină pe Frederick V. În ianuarie 1621, Ferdinand al II-lea a impus lui Frederic al V-lea o interdicție imperială și i-a luat lui Maximilian dreptul de a alege un împărat. Palatinatul elector a pierdut și Palatinatul Superior în fața Bavariei. Uniunea Protestantă s-a întâlnit la Heilbronn în februarie și a protestat oficial împotriva acțiunilor lui Ferdinand. El a ignorat această plângere și a ordonat Uniunii Protestante să-și desființeze armata. Membrii uniunii au respectat cererea lui Ferdinand în temeiul acordului de la Mainz în mai, iar la 14 mai 1621 a fost dizolvată oficial armata (și uniunea).

## Înlocuire cu Liga de la Heilbronn
O nouă uniune separată, fără legătură cu aceasta, a apărut doisprezece ani mai târziu, Liga de la Heilbronn. S-a aliat cu unele state protestante din vestul, centrul și sudul Germaniei și a luptat împotriva Sfântului Împărat Roman cu ajutorul Suediei și Franței, care erau în același timp membri ai acestei ligi.

## Orientări ale Uniunii Protestante

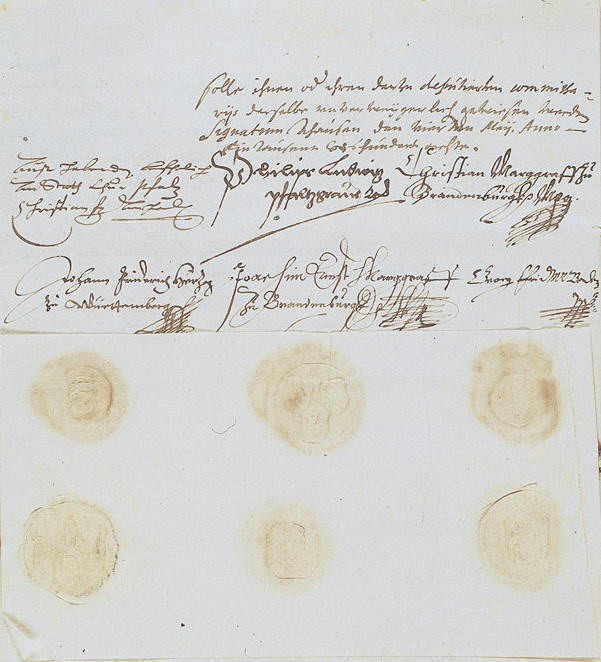
Document de înființare a Uniunii Protestante semnat la 14 mai 1608, acum în Arhiva de Stat Bavareză (Bayerisches Hauptstaatsarchiv)

Intenționând să întărească securitatea oferită de Pacea de la Augsburg, protestanții au format uniunea în 1608. Liderii săi au creat linii directoare și acorduri pentru a se respecta după cum urmează:
1. Fiecare membru va păstra cu bună credință ordinul și moștenitorii, pământul și poporul lor și nimeni nu va intra în altă alianță.
2. Fiecare membru al uniunii ar trebui să păstreze o corespondență secretă în mod eficient pentru a se informa reciproc despre toate treburile periculoase și ofensatoare care pot amenința reciproc moștenitorii, pământul și oamenii și, în acest scop, fiecare va păstra un bun contact unul cu celălalt.
3. Ori de câte ori apar chestiuni importante care privesc bunăstarea uniunii, membrii uniunii se vor ajuta reciproc cu sfaturi credincioase pentru a-i susține pe fiecare cât mai mult posibil.
4. Dorința uniunii în chestiuni referitoare la libertățile și înaltele jurisdicții ale alegătorilor și statelor germane ar trebui să fie prezentată și presată la adunările ulterioare ale Cercurilor Imperiale și nu lăsate spre rezolvare doar printr-o corespondență secretă unul cu celălalt.
5. Uniunea nu va afecta dezacordul nostru cu privire la mai multe puncte religioase, dar, în ciuda acestora, am convenit să ne sprijinim reciproc. Niciun membru nu trebuie să permită un atac asupra altuia, prin cărți sau amvon, nici să ofere vreo cauză pentru încălcarea păcii, lăsând în același timp neatinse drepturile teologului de a afirma Cuvântul lui Dumnezeu.
6. Dacă unul dintre membrii uniunii este atacat, ceilalți membrii îi vor veni imediat în ajutor cu toate resursele uniunii.[6]

## Cronologie
În 1555, pacea de la Augsburg a fost semnată de Carol al V-lea și prinții luterani. Acest tratat le-a oferit prinților romano-catolici și luterani libertatea de a decide religia majoritară a statului lor, dar nu a oferit o astfel de protecție prinților calvini. În 1608, prinții protestanți au format alianța cunoscută sub numele de Uniunea Protestantă. În anul următor, a fost creată Liga Catolică. În 1610, Uniunea a intervenit în Războiul de Succesiune Jülich.  În 1618, Războiul de Treizeci de Ani a început odată cu izbucnirea Revoltei din Boemia. Frederic al V-lea, elector palatin, a acceptat coroana Boemiei anul următor. Uniunea și-a declarat neutralitatea în conflictul dintre Frederic și Liga Catolică prin Tratatul de la Ulm din 1620. Uniunea s-a dizolvat anul următor.